# Paramecosoma melanocephalum
Paramecosoma melanocephalum is een keversoort uit de familie harige schimmelkevers (Cryptophagidae). De wetenschappelijke naam van de soort werd in 1793 gepubliceerd door Johann Friedrich Wilhelm Herbst.